# Roth, Bad Kreuznach
Roth là một đô thị thuộc huyện Bad Kreuznach trong bang Rheinland-Pfalz, phía tây nước Đức. Đô thị Roth, Bad Kreuznach có diện tích 0,82 km², dân số thời điểm ngày 31 tháng 12 năm 2006 là 223 người.